# Łyżwiarstwo szybkie na Zimowych Igrzyskach Olimpijskich 2018 – bieg drużynowy mężczyzn
Bieg drużynowy mężczyzn rozgrywany w ramach łyżwiarstwa szybkiego na Zimowych Igrzyskach Olimpijskich 2018 odbył się 18 i 21 lutego w hali Gangneung Oval w Gangneung.
Złoty wywalczyli Norwegowie, w składzie Håvard Bøkko/Simen Spieler Nilsen/Sverre Lunde Pedersen/Sindre Henriksen. Drudzy byli Koreańczycy Lee Seung-hoon/Chung Jae-won/Kim Min-seok, a na najniższym stopniu podium stanęli Holendrzy Patrick Roest/Jan Blokhuijsen/Sven Kramer/Koen Verweij.

## Terminarz
| Data      | Konkurencja  | Godzina rozpoczęcia | Godzina rozpoczęcia |
| Data      | Konkurencja  | UTC+09:00           | CET                 |
| --------- | ------------ | ------------------- | ------------------- |
| 18 lutego | Ćwierćfinały | 20:00               | 12:00               |
| 21 lutego | Półfinały    | 20:22               | 12:22               |
| 21 lutego | Finały       | 21:13               | 13:13               |

## Rekordy
Rekordy obowiązujące przed rozpoczęciem igrzysk.
| Rekord            | Zawodnik                                                | Czas    | Miejsce        | Data              |
| ----------------- | ------------------------------------------------------- | ------- | -------------- | ----------------- |
| Rekord świata     | Holandia · Koen Verweij · Jan Blokhuijsen · Sven Kramer | 3:35,60 | Salt Lake City | 16 listopada 2013 |
| Rekord olimpijski | Holandia · Jan Blokhuijsen · Sven Kramer · Koen Verweij | 3:37,71 | Soczi          | 22 lutego 2014    |

## Wyniki

### Ćwierćfinały
| Miejsce | Bieg | Reprezentacja     | Zawodnicy                                                   | Czas       | Strata | Uwagi      |
| ------- | ---- | ----------------- | ----------------------------------------------------------- | ---------- | ------ | ---------- |
| 1.      | 2    | Korea Południowa  | Chung Jae-won Kim Min-seok Lee Seung-hoon                   | 3:39,29 TR | –      | Półfinał 1 |
| 2.      | 4    | Holandia          | Jan Blokhuijsen Sven Kramer Koen Verweij                    | 3:40,03    | +0,74  | Półfinał 2 |
| 3.      | 1    | Norwegia          | Sindre Henriksen Simen Spieler Nilsen Sverre Lunde Pedersen | 3:40,09 TR | +0,80  | Półfinał 2 |
| 4.      | 1    | Nowa Zelandia     | Shane Dobbin Reyon Kay Peter Michael                        | 3:41,18    | +1,89  | Półfinał 1 |
| 5.      | 3    | Japonia           | Seitaro Ichinohe Shota Nakamura Shane Williamson            | 3:41,62    | +2,33  | Finał C    |
| 6.      | 2    | Włochy            | Riccardo Bugari Andrea Giovannini Nicola Tumolero           | 3:41,64    | +2,35  | Finał C    |
| 7.      | 3    | Kanada            | Jordan Belchos Ted-Jan Bloemen Denny Morrison               | 3:41,73    | +2,44  | Finał D    |
| 8.      | 4    | Stany Zjednoczone | Brian Hansen Emery Lehman Joey Mantia                       | 3:42,98    | +3,69  | Finał D    |

### Półfinały
| Miejsce    | Reprezentacja    | Zawodnicy                                               | Czas       | Strata | Uwagi   |
| ---------- | ---------------- | ------------------------------------------------------- | ---------- | ------ | ------- |
| Półfinał 1 |                  |                                                         |            |        |         |
| 1.         | Korea Południowa | Chung Jae-won Kim Min-seok Lee Seung-hoon               | 3:38,82 TR | –      | Finał A |
| 2.         | Holandia         | Shane Dobbin Reyon Kay Peter Michael                    | 3:39,53    | +0,71  | Finał B |
| Półfinał 2 |                  |                                                         |            |        |         |
| 1.         | Norwegia         | Håvard Bøkko Simen Spieler Nilsen Sverre Lunde Pedersen | 3:37,08 TR | –      | Finał A |
| 2.         | Holandia         | Jan Blokhuijsen Sven Kramer Patrick Roest               | 3:38,46    | +1,38  | Finał B |

### Finał
| Miejsce | Reprezentacja     | Zawodnicy                                               | Czas    | Strata | Uwagi |
| ------- | ----------------- | ------------------------------------------------------- | ------- | ------ | ----- |
| Finał A |                   |                                                         |         |        |       |
| 1.      | Norwegia          | Håvard Bøkko Simen Spieler Nilsen Sverre Lunde Pedersen | 3:37,32 |        | OR    |
| 2.      | Korea Południowa  | Chung Jae-won Kim Min-seok Lee Seung-hoon               | 3:38,52 | +1,20  |       |
| Finał B |                   |                                                         |         |        |       |
| 3.      | Holandia          | Jan Blokhuijsen Sven Kramer Patrick Roest               | 3:38,40 |        |       |
| 4.      | Nowa Zelandia     | Shane Dobbin Reyon Kay Peter Michael                    | 3:43,54 | +5,14  |       |
| Finał C |                   |                                                         |         |        |       |
| 5.      | Japonia           | Seitaro Ichinohe Ryōsuke Tsuchiya Shane Williamson      | 3:41,62 |        |       |
| 6.      | Włochy            | Riccardo Bugari Andrea Giovannini Nicola Tumolero       | DSQ     |        |       |
| Finał D |                   |                                                         |         |        |       |
| 7.      | Kanada            | Ted-Jan Bloemen Ben Donnelly Denny Morrison             | 3:42,16 |        |       |
| 8.      | Stany Zjednoczone | Jonathan Garcia Brian Hansen Emery Lehman               | 3:50,77 | +8,61  |       |